# 西宁街道 (宣威市)
西宁街道，是中华人民共和国云南省曲靖市宣威市下辖的一个乡镇级行政单位。

## 行政区划
西宁街道下辖以下地区：
西苑社区、锦西社区、老堡社区、花椒社区、复兴村、袁屯村、马街村、靖外村、列租村、洽坡村和赤水村。